# Podrezy (Białoruś)
Podrezy – obecnie część wsi Czerewki na Białorusi, w obwodzie mińskim, w rejonie miadzielskim, w sielsowiecie Narocz.

## Historia
W czasach zaborów wieś w gminie Miadzioł, w powiecie wilejskim, w guberni wileńskiej Imperium Rosyjskiego.
W dwudziestoleciu międzywojennym wieś leżała w Polsce, w województwie wileńskim, w powiecie duniłowickim (od 1926 postawskim), w gminie Miadzioł, a następnie w gminie Kobylnik.
Według Powszechnego Spisu Ludności z 1921 roku zamieszkiwały tu 43 osoby, 1 była wyznania rzymskokatolickiego, 38 prawosławnego a 4 mojżeszowego. Jednocześnie 1 mieszkaniec zadeklarował polską przynależność narodową, 38 białoruską a 4 żydowską. Było tu 11 budynków mieszkalnych. W 1931 w 15 domach zamieszkiwało 66 osób.
Wierni należeli do parafii rzymskokatolickiej i prawosławnej Kobylniku. Miejscowość podlegała pod Sąd Grodzki w Miadziole i Okręgowy w Wilnie; właściwy urząd pocztowy mieścił się w Kobylniku.
W 1938 roku miejscowość należała do gromady Czerewki gminy Kobylnik.
Po agresji ZSRR na Polskę w 1939 roku wieś znalazła się w granicach BSRR. W latach 1941–1944 była pod okupacją niemiecką. Następnie leżała w BSRR. Od 1991 roku w Republice Białorusi.